# Огилви, Джон
Джон Форест Огилви (28 октября 1928, Мотеруэлл, Ланаркшир — 2 мая 2020, Лестер, Восточный Мидленд) — шотландский футболист. Огилви играл на профессиональном уровне за «Хиберниан», «Лестер Сити» и «Мансфилд Таун».

## Биография
Огилви выступал на молодёжном уровне за «Торнивуд Юнайтед», параллельно работал столяром. Он начал свою профессиональную карьеру, когда присоединился к «Хиберниану», и дебютировал в лиге в декабре 1948 года. Он играл за «Хибс» в наиболее успешную эпоху клуба, когда так называемая «Известная пятёрка» помогла команде выиграть три чемпионата Шотландии. Огилви сыграл 35 матчей в лиге за шесть сезонов с первой командой «Хибс». Большая часть (23 матча) припала на сезон 1950/51. Развитию его карьеры сильно помешал перелом ноги в матче полуфинала кубка Шотландии 1950/51 против «Мотеруэлла». Он не играл более двух лет из-за травмы, и после выздоровления сыграл лишь один матч за «Хибс» — в апреле 1954 года в чемпионате против «Рейнджерс».
Затем он отправился на просмотр в «Шеффилд Юнайтед», но вместо этого в октябре 1955 года подписал контракт с «Лестер Сити», который тренировал Дейв Халлидей. Огилви помог «Лестеру» выиграть второй дивизион в 1957 году. Он сыграл 82 матча в лиге и забил два гола за «Лестер».
В январе 1960 года Огилви перешёл в «Мансфилд Таун». В течение двух сезонов в «Мансфилде» он сыграл в 24 матчах лиги, забил один гол. Вскоре после перехода в любительский клуб «Бедворт Таун» он ушёл из футбола.
После ухода из футбола Огилви жил в Лестере и работал на трикотажном и полиграфическом производстве. Он также продолжал заниматься футбольной деятельностью: получил тренерскую лицензию и работал скаутом «Лестер Сити» при тренере Джоке Уоллесе.
Огилви заболел COVID-19 в доме престарелых в Лестере, он умер 2 мая 2020 года в возрасте 91 года. У него была жена Дорин и две внучки.